# Gustaf Nibelius
Gustaf Nibelius, född 18 juni 1789 i Grangärde, död 14 juli 1849 i Strömstad, var en svensk biskop.
Gustaf Nibelius släkt kommer från Nibble i Hedemora socken, och släktnamnet upptogs av hans farfars farfar Johannes Olai Nibelius som var pedagog i Stora Skedvi socken och kapellan i Ljusnarsbergs socken. Fadern Simon Nibelius var kyrkoherde i Stora Skedvi samt bror till Jan Eric Palmsvärd. Modern hette Christina Ulrica Boëthia. 
Han undervisades i hemmet och inskrevs vid Uppsala universitet 1797. Han avbröt studierna för att bli informator till den svenske ministern Gotthard von Rehausens barn i London, där han vistades i fem år. Återkommen till Sverige disputerade han, prästvigdes 1818 och blev 1819 docent i dogmatik och moralteologi vid universitetet i Uppsala. Han lämnade sedermera Uppsala för en tjänst som lektor vid Västerås gymnasium där han under 1820- och 1830-talen var rektor, medan han också var kyrkoherde i Hubbo, Skerike och prost i sistnämnda församling, samt kyrkoherde i Fellingsbro socken. 1830 blev han teologie doktor, och tillträdde 1840 posten som biskop i Västerås stift. Nibelius var riksdagsman för prästeståndet, då han företrädde liberala ståndpunkter och motionerade om lokala skolfrågor varför han invaldes i 1832 års skolkommission. Han avled av en olyckshändelse 1849, då han under en segeltur i Strömstad drunknade.